# SMS B 97
Lo SMS B 97 è stato un cacciatorpediniere della Kaiserliche Marine, appartenente alla categoria di navi indicate come Torpedoboot-Zerstörer – vale a dire "torpediniere-cacciatorpediniere". Combatté nella battaglia dello Jutland e, dopo la prima guerra mondiale, fu ceduto al Regno d'Italia che lo ribattezzò Cesare Rossarol, lo riclassificò come esploratore e lo immise in servizio. 
Il Rossarol, al comando del capitano di vascello Ludovico De Filippi, affondò il 16 novembre 1918 a causa dell'urto con una mina, a poca distanza dalla baia di Lisignano, all'estremità meridionale dell'Istria.
Morirono 7 ufficiali, fra cui il Comandante, e 93 tra sottufficiali e comuni. Il relitto giace tuttora a circa un miglio dalla costa. Il riferimento dell'incidente sopra riportato riguarda un'altra unità  con lo stesso nome ma entrata in servizio con la Regia Marina il 1 agosto 1915  classe Poerio e classificato come esploratore leggero

## Storia
Entrato in servizio ad inizio 1915 per la Kaiserliche Marine, era inizialmente classificato come cacciatorpediniere e denominato B 97.
Durante la prima guerra mondiale partecipò, inquadrato nella II Flottiglia Siluranti, alla grande battaglia dello Jutland (31 maggio-1º giugno 1916).
Conclusosi il conflitto, il B 97 venne ceduto alla Regia Marina nel 1920 insieme a Premuda e Ardimentoso, come riparazione per i danni di guerra, venendo riclassificato esploratore leggero e ribattezzato Cesare Rossarol (nome portato da un esploratore saltato su mine con gravi perdite umane a due settimane dalla fine della guerra).
Tra il 1920 ed il 1924 la nave fu sottoposta a profondi lavori di modifica nell'arsenale di Pola: l'armamento iniziale, composto da 4 cannoni da 88/45 mm, 6 mitragliere ed altrettanti tubi lanciasiluri da 500 mm, fu completamente rivisto, divenendo infine composto da 3 cannoni da 120/45, due da 76/40, due mitragliere e 4 tubi lanciasiluri da 500 mm. Il dislocamento, in origine di 1352 tonnellate in carico normale e 1814 a pieno carico, divenne rispettivamente di 1163 e 1774 t. L'unità entrò in servizio per la Regia Marina nel corso del 1924.
Durante gli anni venti il Rossarol operò inquadrato nei Gruppi Esploratori e nella Divisione Navale Leggera.
Nel 1929 fu declassato a cacciatorpediniere.
Nel 1931 l'unità fu sottoposta ad ulteriori lavori di modifica: fu rimossa una caldaia e, come conseguenza, la potenza dell'apparato motore calò a 30.000 HP e la velocità a 32 nodi. Venne inoltre modificato l'armamento silurante: i 4 tubi lanciasiluri da 500 mm vennero rimpiazzati da altrettanti da 450.
Destinato poi al ruolo di nave per esperienze a La Spezia, il Rossarol fu radiato nel gennaio 1939 e demolito.